# Pappogeomys alcorni
Pappogeomys alcorni és una espècie de mamífer rosegador de la família dels geòmids. És endèmic de Mèxic. Habita les muntanyes de pins i roures de la Sierra del Tigre a Jalisco, d'entre 900 i 3.000 msnm. Té mala reputació, car malmet els cultius de blat de moro i de faves. Per aquest motiu ha estat perseguit i caçat pels grangers i tractat com a plaga. Es considera que està en perill crític d'extinció.